# Майк Модано
Майкл Томас Модано, мл. (англ. Michael Thomas Modano, Jr.; 7 червня 1970, м. Лівонія, США) — американський хокеїст, центральний нападник. Член Зали слави хокею 2014.
Виступав за «Принс-Альберт Рейдерс» (ЗХЛ), «Міннесота Норз-Старс», «Даллас Старс», «Детройт Ред-Вінгс».
В чемпіонатах НХЛ — 1499 матчів (561 гол, 813 передач), у турнірах Кубка Стенлі — 176 матчів (58 голів, 88 передач).
У складі національної збірної США учасник зимових Олімпійських ігор 1998, 2002 і 2006 (16 матчів, 4+6), учасник чемпіонатів світу 1990, 1993 і 2005 (21 матч, 6+4), учасник Кубка Канади 1991 (8 матчів, 2+7), учасник Кубка світу 1996 і 2004 (12 матчів, 3+9). У складі молодіжної збірної США учасник чемпіонатів світу 1988 і 1989.
Досягнення
- Срібний призер зимових Олімпійських ігор (2002)
- Володар Кубка Стенлі (1999)
- Переможець Кубка світу (1996)
- Учасник матчу всіх зірок НХЛ (1993, 1998, 1999, 2000, 2003, 2004, 2007, 2009)
- Фіналіст Кубка Канади (1991).